# محمد شاه (سلطان فهغ)
السلطان محمد شاه بن السلطان منصور شاه (1455–1475) هو أول سلاطين فهغ حكم من 1470 إلى 1475. في البداية، عُيِّن وريثًا لعرش ملقا من قبل والده منصور شاه، لكنه نُفي لارتكابه جريمة قتل بعد عداء في لعبة سيباك راجا وذهب إلى المنفى في فهغ، لكن هناك استطاع أن يعلن عن نفسه كأول سلطان لها في عام 1470.

## نشأته
عُرف باسم راجا محمد قبل توليه منصبه، وهو الابن الثاني لسلطان ملقا السادس منصور شاه من زوجته بوتري وانانغ سري ليلا وانجسا، ابنة مهراجا ديوا سورا، حاكم فهغ السابق. حيث كان والدته وجده قد أٌسروا وقُدِّموا إلى سلطان ملقا منصور شاه بعد غزو فهغ.
نظرًا لأن والده يفضله كثيرًا، فقد تم تسمية راجا محمد باعتباره وريث عرش ملقا بدلاً من أخيه الأكبر راجا أحمد. لكنه قتل بندهارا تون بيراق بعد عداء في لعبة سيباك راجا. لذا جٌرٍّد راجا محمد من لقبه ونُفى إلى فهغ.

## سلطان فهغ
جلب راجا محمد معه زخارف البلاط إلى فهغ، وكان معه تون حمزة، الحاكم السابق لفهغ كأول بندهارا له، وبحضور التمنغكونغ و100 فتى و100 فتاة من العائلات النبيلة؛ نُصِّب كسلطان فهغ «محمد شاه» عام 1470.
امتدت حدود مملكته من نهر سيديلي بيسار إلى حدود ترغكانو. وتوفي في 17 سبتمبر 1475 ودفن في لانجار في فهغ. وخلفه شقيقه الأكبر راجا أحمد.